# Jauhienij Mikałucki
Jauhienij Piatrowicz Mikałucki (biał. Яўгеній Пятровіч Мікалуцкі, ros. Евгений Петрович Миколуцкий, Jewgienij Pietrowicz Mikołucki; ur. 1959, zm. 6 października 1997 w Mohylewie) – białoruski polityk, deputowany do Rady Najwyższej Republiki Białorusi XIII kadencji, w latach 1996–1997 deputowany do Izby Reprezentantów Zgromadzenia Narodowego Republiki Białorusi I kadencji; zginął w wyniku zamachu bombowego.

## Życiorys

### Młodość i praca
Urodził się w 1959 roku. Był najmłodszym z trójki rodzeństwa – jego brat Waleryj urodził się w 1954 roku, siostra – 1956 roku. Jauhienij uczył się w szkole średniej we wsi Faszczówka w rejonie szkłowskim obwodu mohylewskiego. Pełnił funkcję przewodniczącego Komitetu Kontroli Państwowej w obwodzie mohylewskim. W 1995 roku był kierownikiem Głównego Urzędu Służby Kontroli Administracji Prezydenta Republiki Białorusi.

### Działalność parlamentarna
W drugiej turze wyborów parlamentarnych 28 maja 1995 roku został wybrany na deputowanego do Rady Najwyższej Republiki Białorusi XIII kadencji z kruhelskiego-białynickiego okręgu wyborczego nr 163. 9 stycznia 1996 roku został zaprzysiężony na deputowanego. Od 23 stycznia pełnił w Radzie Najwyższej funkcję członka Stałej Komisji ds. Praw Człowieka, Kwestii Narodowościowych, Środków Masowego Przekazu, Kontaktu ze Zjednoczeniami Społecznymi i Organizacjami Religijnymi. Był bezpartyjny, należał do popierającej prezydenta Alaksandra Łukaszenkię frakcji „Zgoda”. Od 3 czerwca był członkiem grupy roboczej Rady Najwyższej ds. współpracy z parlamentem Republiki Tureckiej. Poparł dokonaną przez prezydenta kontrowersyjną i częściowo nieuznaną międzynarodowo zmianę konstytucji. 27 listopada 1996 roku przestał uczestniczyć w pracach Rady Najwyższej i wszedł w skład utworzonej przez prezydenta Izby Reprezentantów Zgromadzenia Narodowego Republiki Białorusi I kadencji. Od 18 grudnia pełnił w niej funkcję członka Stałej Komisji ds. Ustawodawstwa.

### Śmierć
Jauhienij Mikałucki zginął 6 października 1997 roku na klatce schodowej swojego domu w Mohylewie w wyniku wybuchu bomby. Ładunek został wykonany z pocisku artyleryjskiego z czasów II wojny światowej, umieszczony w przewodzie zsypu na śmieci między czwartą i piątą kondygnacją budynku oraz odpalony za pomocą sygnału radiowego. Eksplozja oderwała Mikołuckiemu rękę i rozerwała organy wewnętrzne, co doprowadziło do momentalnej śmierci w wyniku utraty krwi i szoku. W momencie wybuchu obok Mikałuckiego znajdowała się jego żona Ała, która przeżyła, doznając jednak ciężkiego urazu czaszkowo-mózgowego ze złamaniem kości czaszki twarzowej. O zabójstwo zostało oskarżonych trzech mieszkańców Mohylewa: Wiktar Janczeuski, Anatol Hauryłau i Raman Radzikouski, a także major KGB w stanie spoczynku Waleryj Tkaczou. Po odbywającym się za zamkniętymi drzwiami procesie pierwsi trzej oskarżeni zostali uznani za winnych. Ostatni, według oficjalnej wersji, popełnił samobójstwo w izolatce śledczej Mohylewskiego Urzędu Spraw Wewnętrznych wieszając się na ręczniku. W oficjalnym nekrologu podano, że Mikałucki poniósł śmierć „w wyniku zamachu terrorystycznego”, jednak wdowa po nim po zakończeniu procesu wyraziła opinię, że zabójstwo było umotywowane politycznie, a jego zleceniodawca pozostał na wolności. Później w prasie pojawiła się nieoficjalna informacja, jakoby w sejfie Mikałuckiego znaleziono duże sumy pieniędzy, a zabójstwo miało „charakter komercyjny”. W związku z opróżnieniem miejsca w Izbie Repzenentantów 16 grudnia 1998 roku do tego organu został włączony inny deputowany z grona deputowanych Rady Najwyższej.
Zamach na Mikałuckiego zbiegł się w czasie z serią innych wybuchów na Białorusi. W tym samym roku eksplozje miały miejsce na stacji kompresji gazu Krupki w obwodzie mińskim, na gazociągu Tarżok-Mińsk-Iwacewicze, w sądach rejonu sowieckiego Mińska i rejonu mińskiego Zasławia, a także na klatce schodowej domu mieszkalnego przy ul. Awakiana w Mińsku. Nikt w nich nie ucierpiał, a odpowiedzialność za wybuchy wzięły na siebie dwie niezidentyfikowane organizacje „Białoruska Armia Wyzwoleńcza” i „Nowy Porządek”. 21 października 1997 roku prezydent Łukaszenka podpisał dekret „W sprawie pilnych środków w celu zwalczania terroryzmu i innych szczególnie niebezpiecznych przestępstw z użyciem przemocy”.

## Życie prywatne i rodzina
Jauhienij Mikałucki był żonaty z Ałą Walancinauną Mikałucką. Jego ojciec mieszkał w okolicy Szkłowa, zmarł 9 maja 2004 roku. Także w Szkłowie w 1995 roku był zameldowany sam Jauhienij. Siostra była mężatką, zginęła w wypadku samochodowym w latach 90. Brat Waleryj jest z wykształcenia agronomem, ukończył akademię, ma żonę i dzieci. Mieszkał w Mińsku, ale po pobycie w więzeniu miał problemy ze znalezieniem pracy i podjął decyzję o powrocie w rodzinne strony ojca.

## Upamiętnienie
Imieniem Jauhienija Mikałuckiego zostały nazwane dwie ulice – w Szkłowie i w Mohylewie, a także szkoła średnia w Faszczówce, w której się uczył. Na budynku w Mohylewie, w którym mieszkał przez ostatnie lata życia, zamontowano tablicę pamiątkową. W październiku 1997 roku Izba Reprezentantów skierowała do prezydenta wniosek o nadanie Mikałuckiemu tytułu Bohatera Białorusi za wybitne zasługi dla państwa związane z obroną niezależności ekonomicznej Republiki Białorusi.